# Tüßling
Tüßling település Németországban, azon belül Bajorországban. Lakosainak száma 3315 fő (2023. december 31.).

## Népesség
A település népessége az elmúlt években az alábbi módon változott:
| Lakosok száma | 461  | 1775 | 2477 | 2396 | 3238 | 3241 | 3251 | 3279 | 3375 | 3315 |
|               | 1875 | 1950 | 1975 | 1987 | 2012 | 2014 | 2016 | 2017 | 2021 | 2023 |

## Fekvése
Az osztrák határ közelében, a B 12-es út és az Inn folyó mellett, Simbach am Inn és Mühldorf am Inn között fekvő település.

## Története

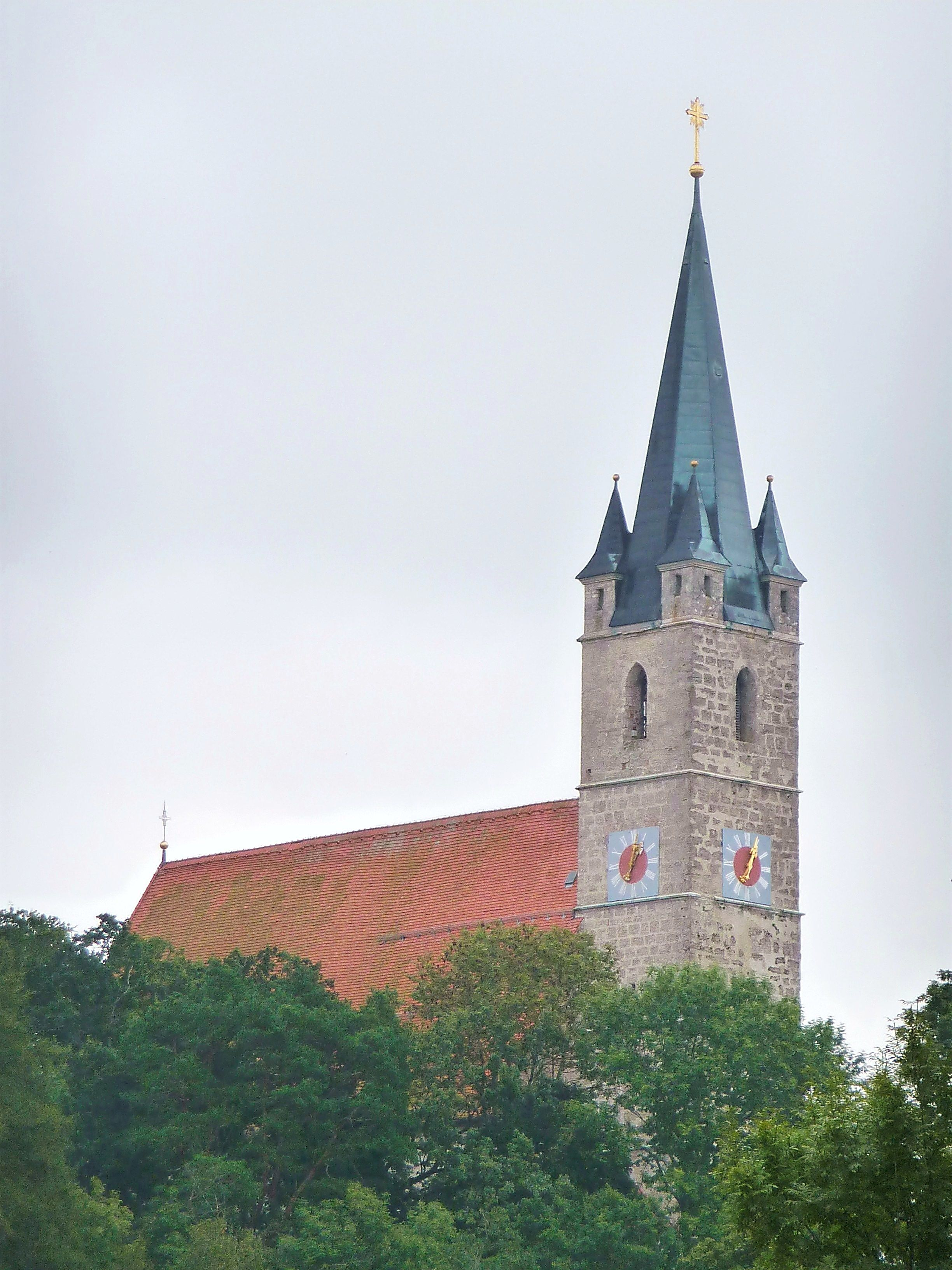

Tüßling nevét 711 és 728 között említették először "Tuzzlingen" néven egy salzburgi áruosztályozásnál. 1377 vagy 1379 -ben  kapta meg a piaci jogot.
A Törring grófok itt a 16. század végén: 1581-1583 között várszerű kastélyt (Törringschloss) építettek. A vár építői azt a hátrányt, hogy a vár lapályon épült, vízzel feltöltött várárokkal egyenlítették ki: négy sarkára - utóbb hagymakupolával díszített - őrtornyok kerültek, a kastélybelsőben árkádos udvarral. 
A városháza szögletes tömbjét egyetlen bástyahenger díszíti, mely aztán a tető peremét elérve hat, majd nyolcszögletű toronnyá finomul, hagymakupolája is elegánsan elnyújtott. A kastély mai tulajdonosa a Pfuel család.

## Nevezetességek
- Tüßling kastély: A kastély 1581-1583 között
- Szent György-templom
- Szent Rupertus templom - a 15. század másoödik felében épült barokk belsővel és román keresztelőmedencével.

## Itt születtek, itt éltek
- Michael Binder (politikus)
- Stephanie grófnő Bruges Pfuel
- Anna Maria Deybl (ca.1720-ca.1770) festő

## Galéria

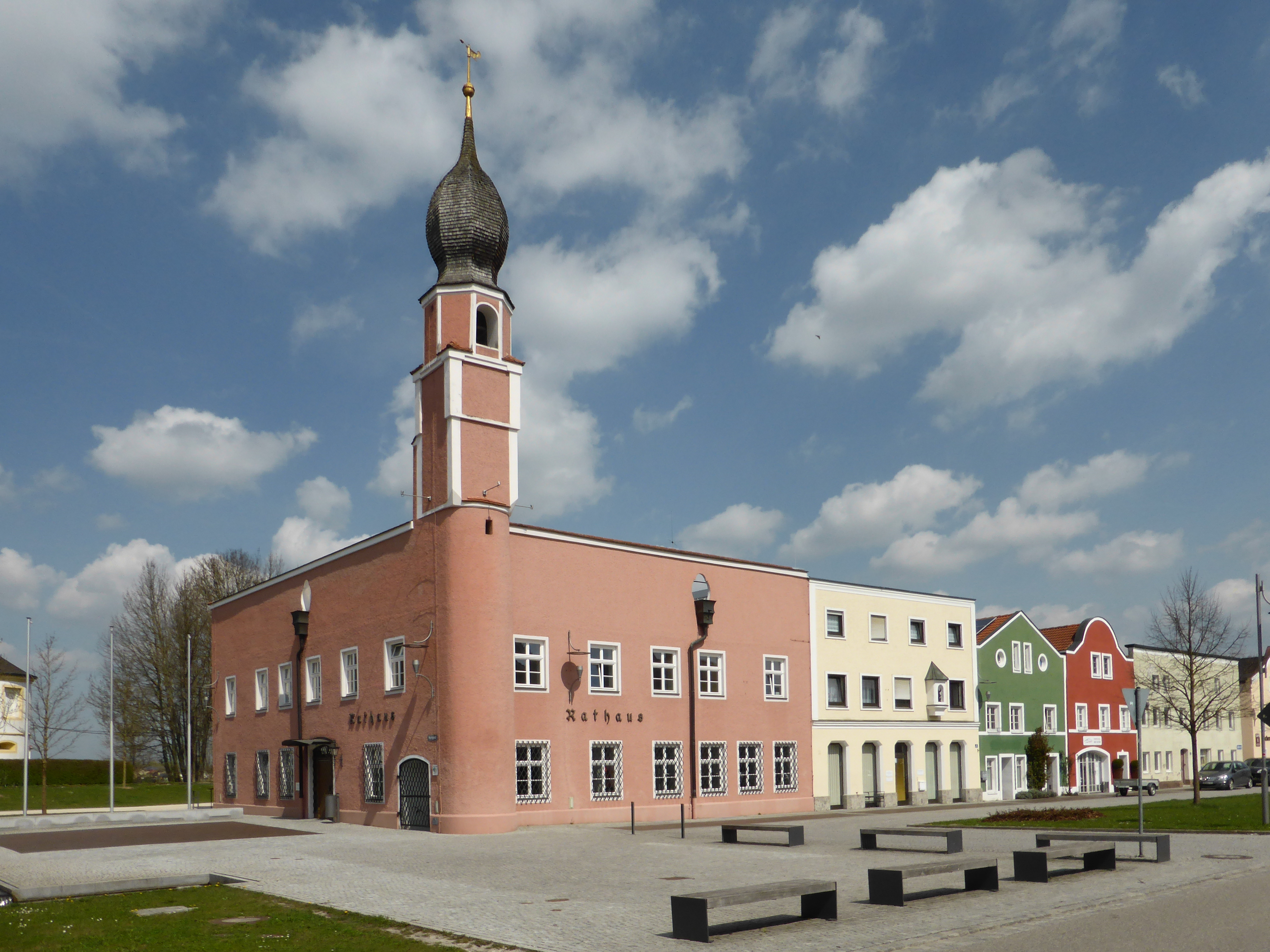
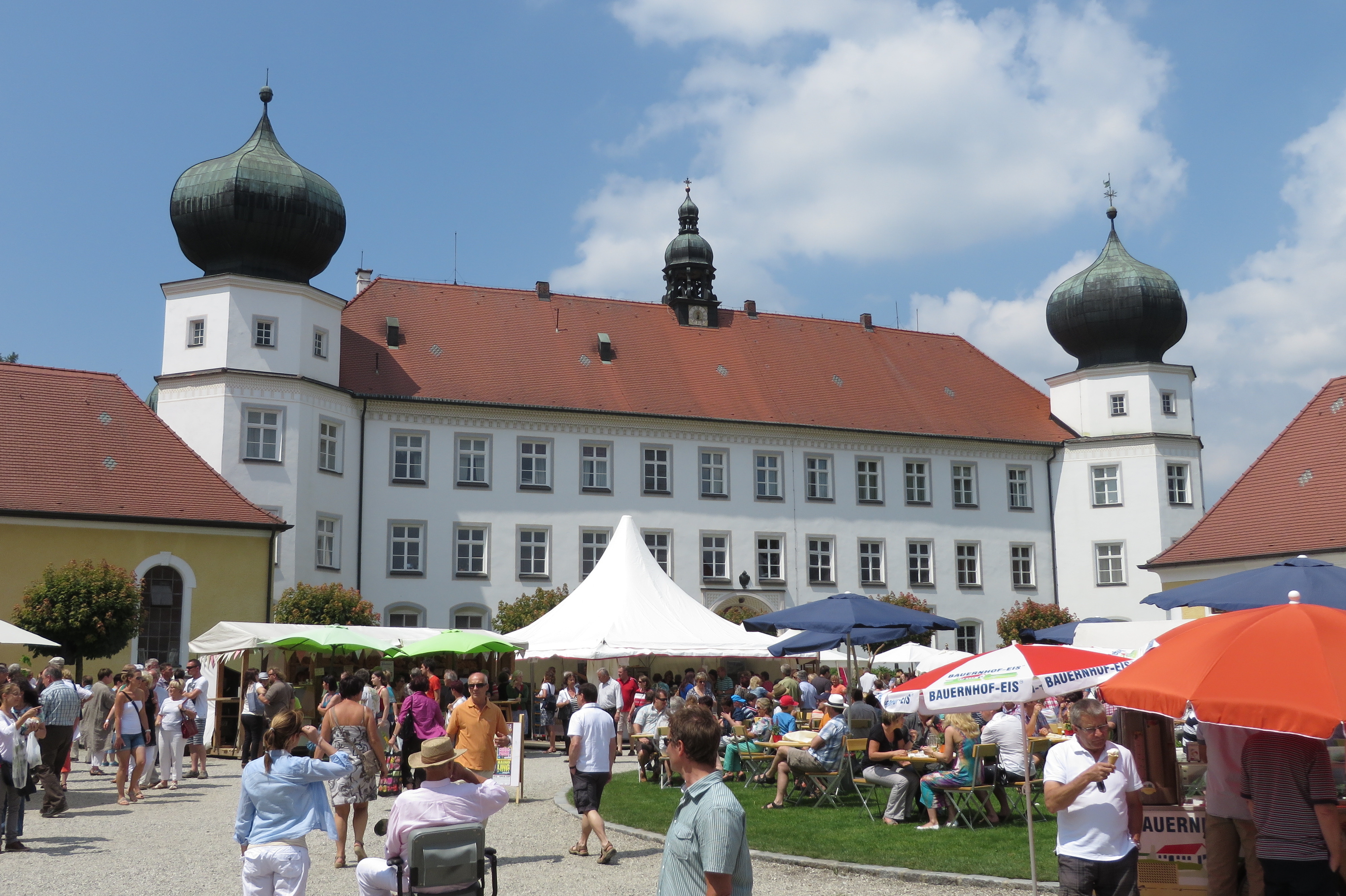
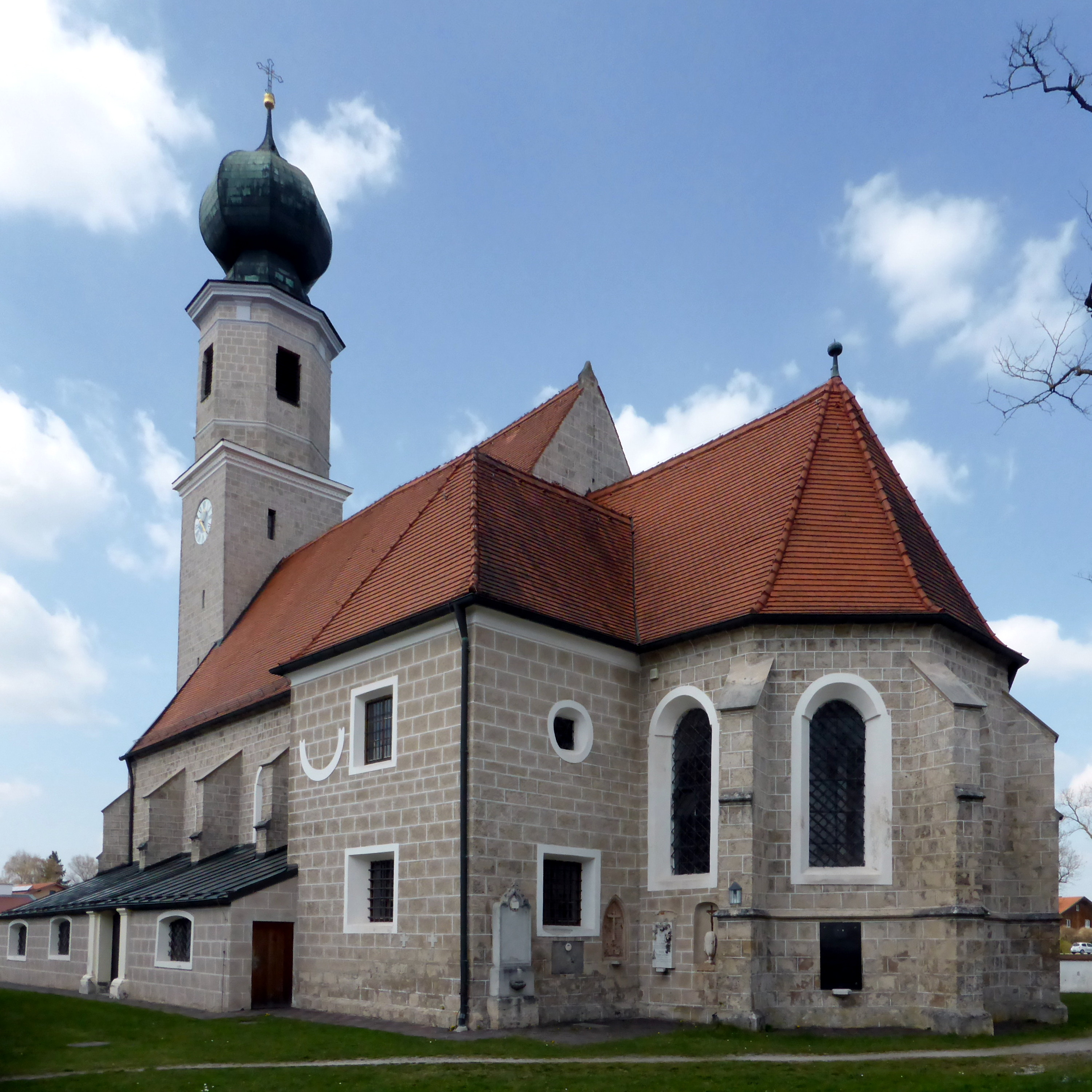
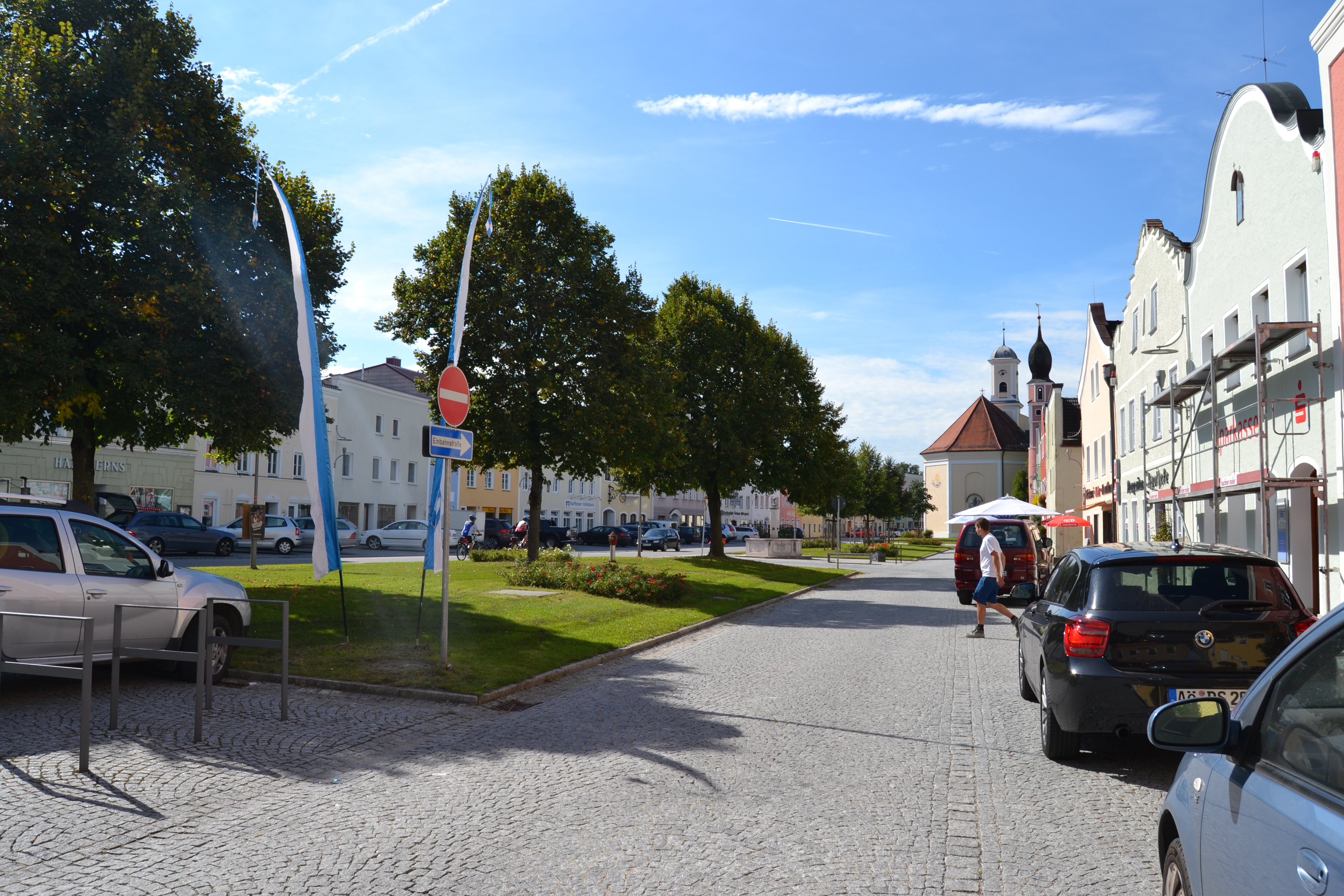
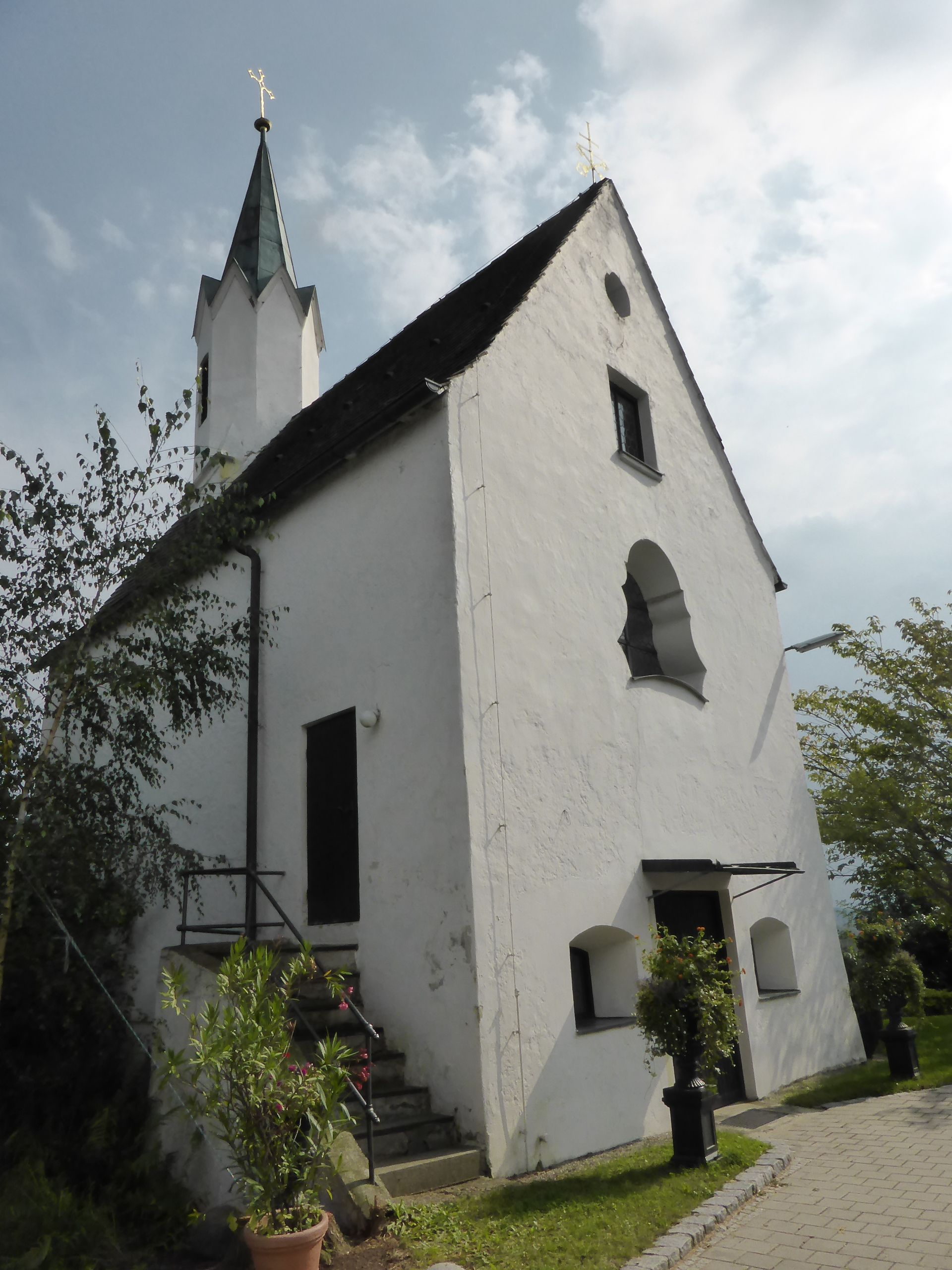
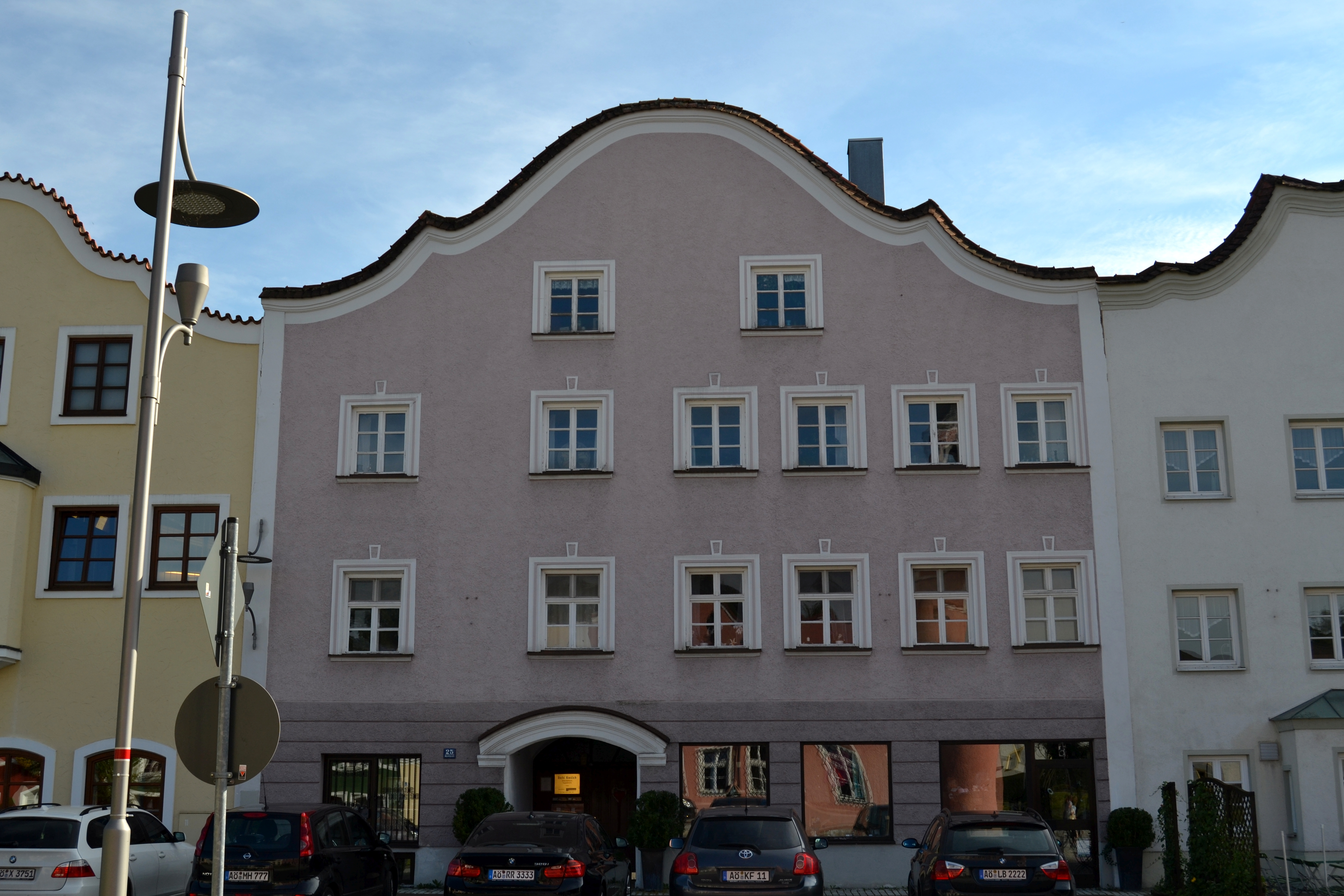
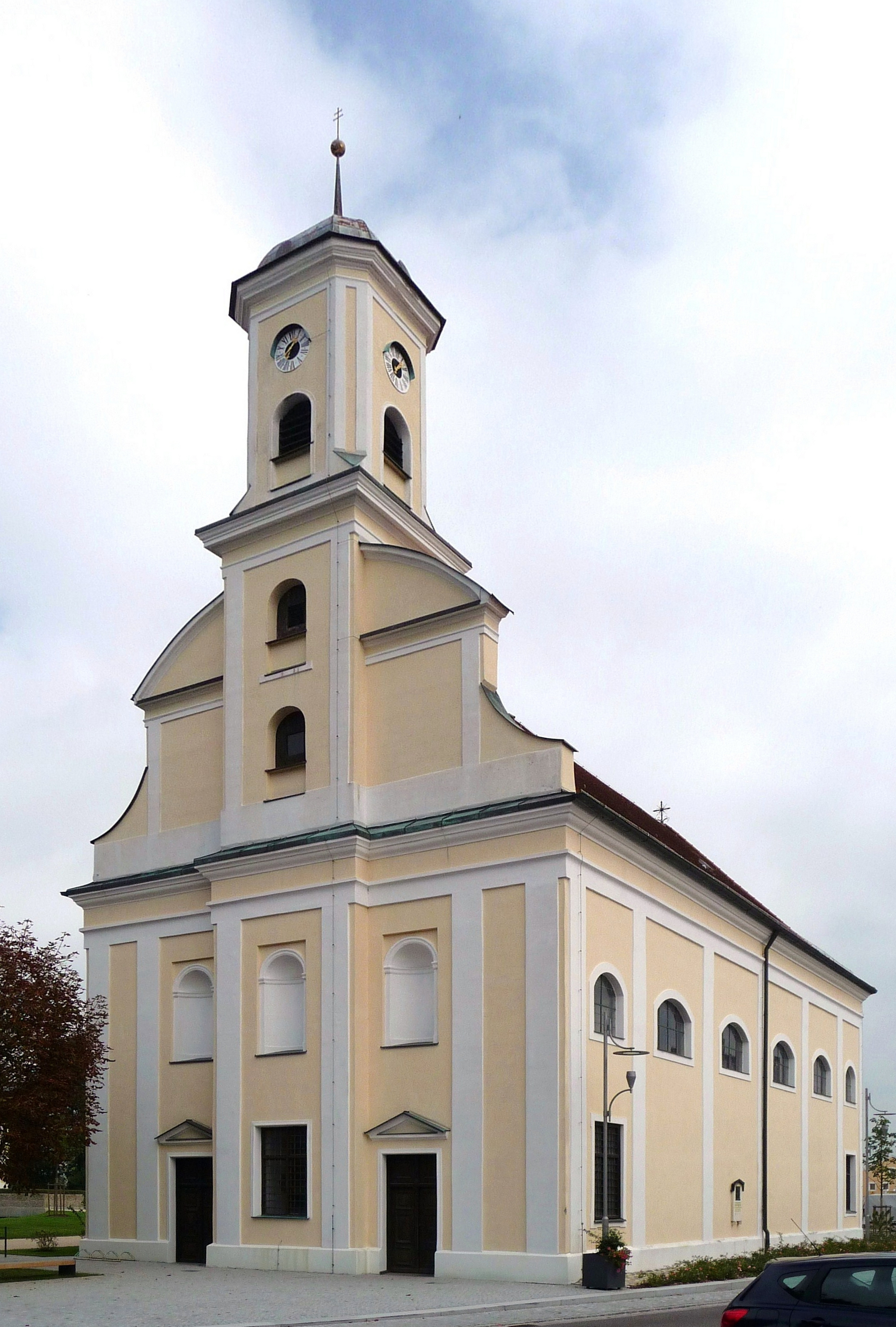
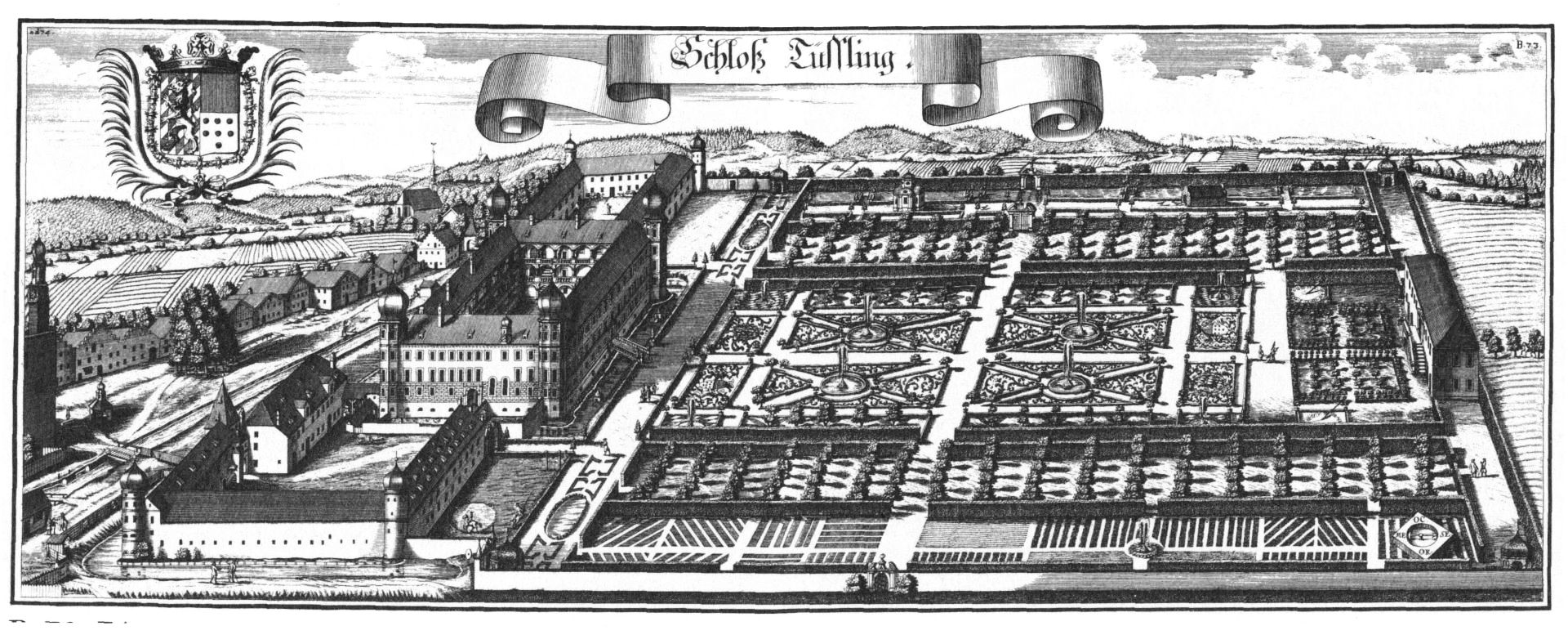